# Nueve de la fama

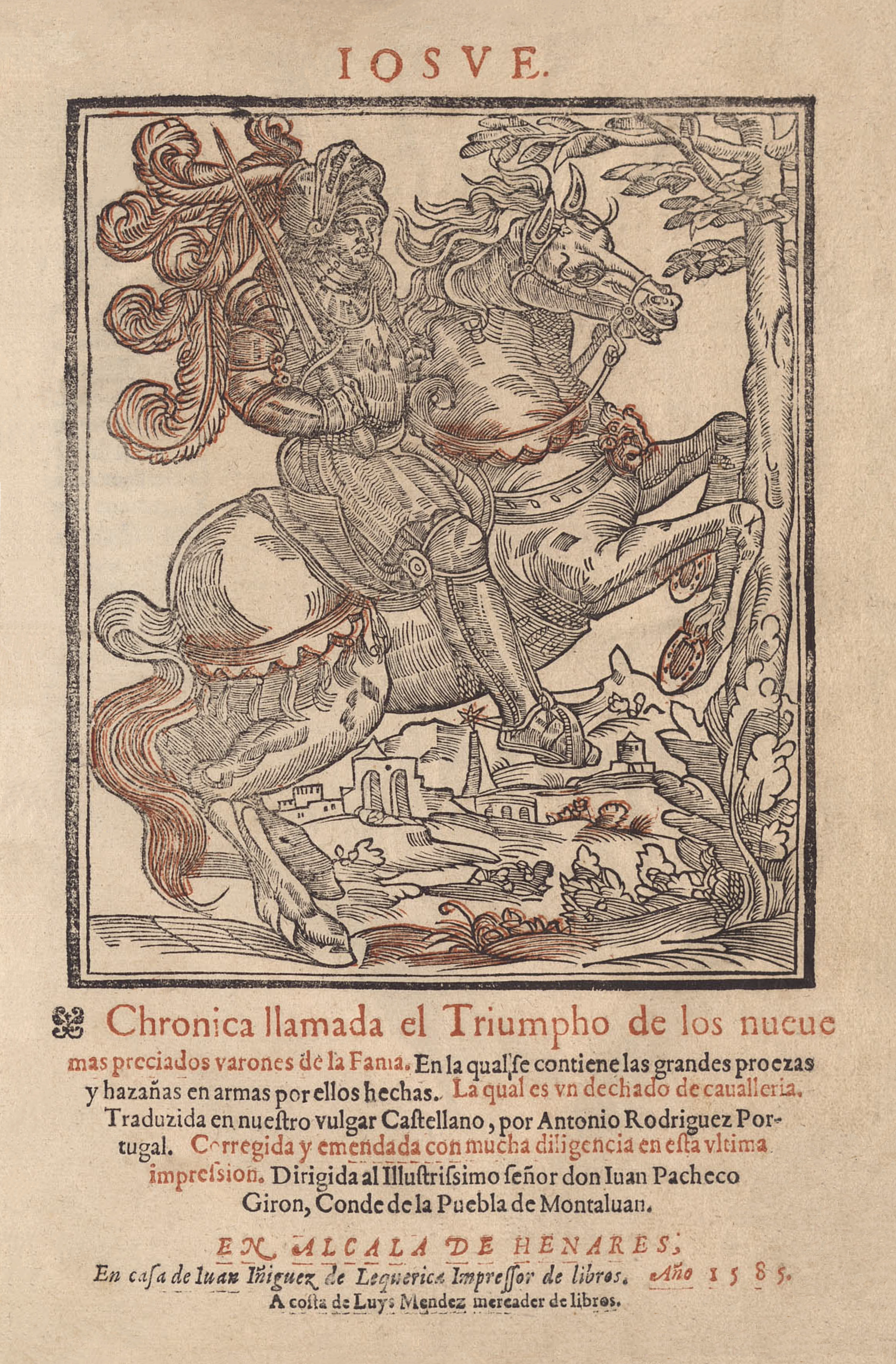
Crónica del triunfo de los Nueve de la Fama (Alcalá de Henares, 1585).

Los nueve valerosos o nueve de la fama son nueve personajes históricos que fueron considerados como los máximos representantes del ideal de la caballería. Jacques de Longuyon fue el primero en agruparlos bajo este nombre en su Voeux du Paon / Votos del Pavón en 1312. Se les estructuró en tres ternas, según su religión, mostrando a los mejores caballeros del paganismo, el judaísmo y el cristianismo. Su elección pronto se convirtió en un tema común en la literatura y el arte de la Edad Media y quedó establecida en la imaginería popular.

## Repercusión
Ya en 1351, por ejemplo, se documenta en Aragón un tapiz sobre la Istoria Novem Militum, y en una carta del año 1356 Pedro IV se refiere a un paño en el que aparecen las figuras de «Julio César, Héctor, Alejandro, Judas Macabeo, David, Josué, Carlomagno, Godofredo y el rey Arturo» y pide información sobre ellos al tesorero de la catedral de Gerona. Con el correr del tiempo, sin embargo, tanto el número como los nombres de los famosos caballeros cambia, se reduce o amplía a la conveniencia o intereses del autor.
En su paródico libro de caballerías El ingenioso hidalgo Don Quijote de la Mancha, Miguel de Cervantes hace decir a Don Quijote: "Yo sé quien soy. Y sé que puedo ser no sólo los dos que he dicho, sino todos los doce pares de Francia y aún todos los nueve de la fama".

## Personajes
Los nueve de la fama son:
- De la época pagana:
  - Héctor de Troya
  - Alejandro Magno
  - Julio César

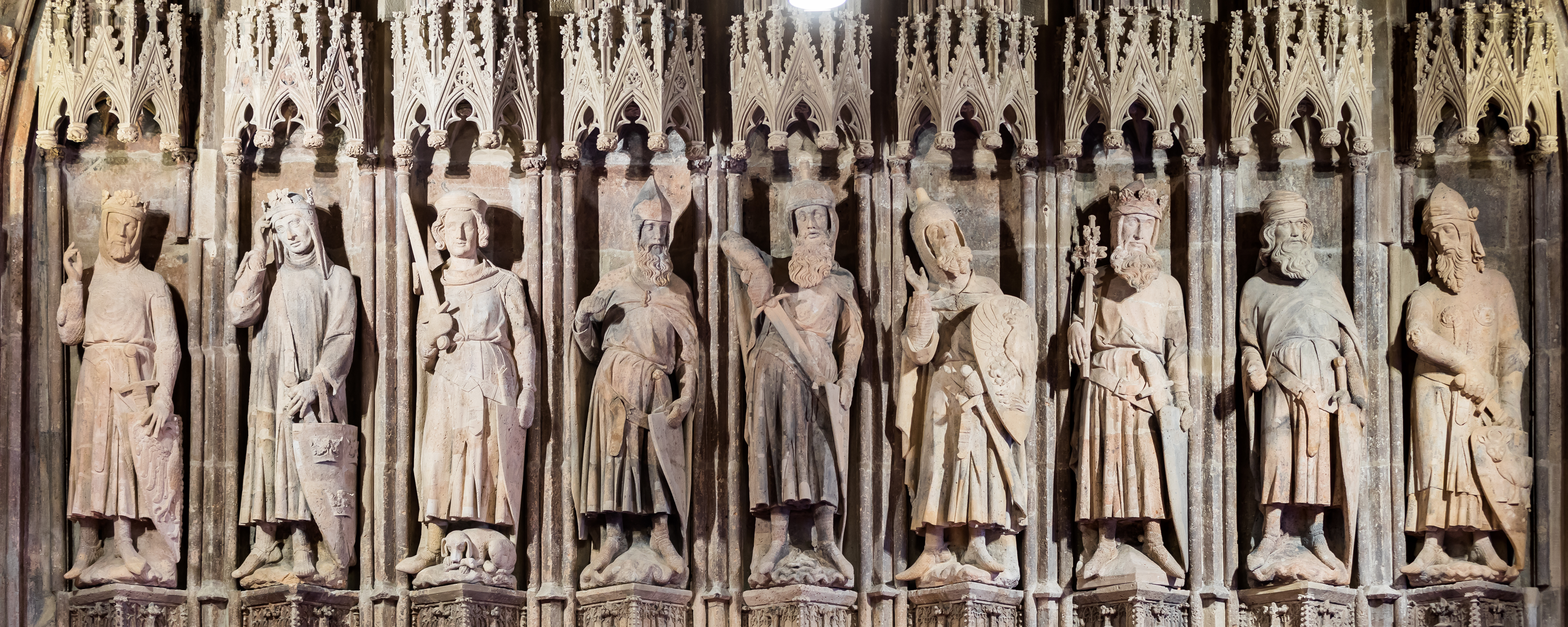
Esculturas más antiguas conocidas de los nueve de la fama en el antiguo ayuntamiento de Colonia (Alemania). De izquierda a derecha aparecen Carlomagno, Arturo y Godofredo de Bouillón (los tres cristianos), Julio César, Héctor y Alejandro (los tres paganos), David, Josué y Judas Macabeo (los tres judíos).

- De los tiempos del Antiguo Testamento:
  - Josué, conquistador de Canaán
  - David, rey de Israel
  - Judas Macabeo, reconquistador de Jerusalén

- Del periodo cristiano:
  - Rey Arturo
  - Carlomagno
  - Godofredo de Bouillón, uno de los líderes de la Primera Cruzada